# Drzeńsko

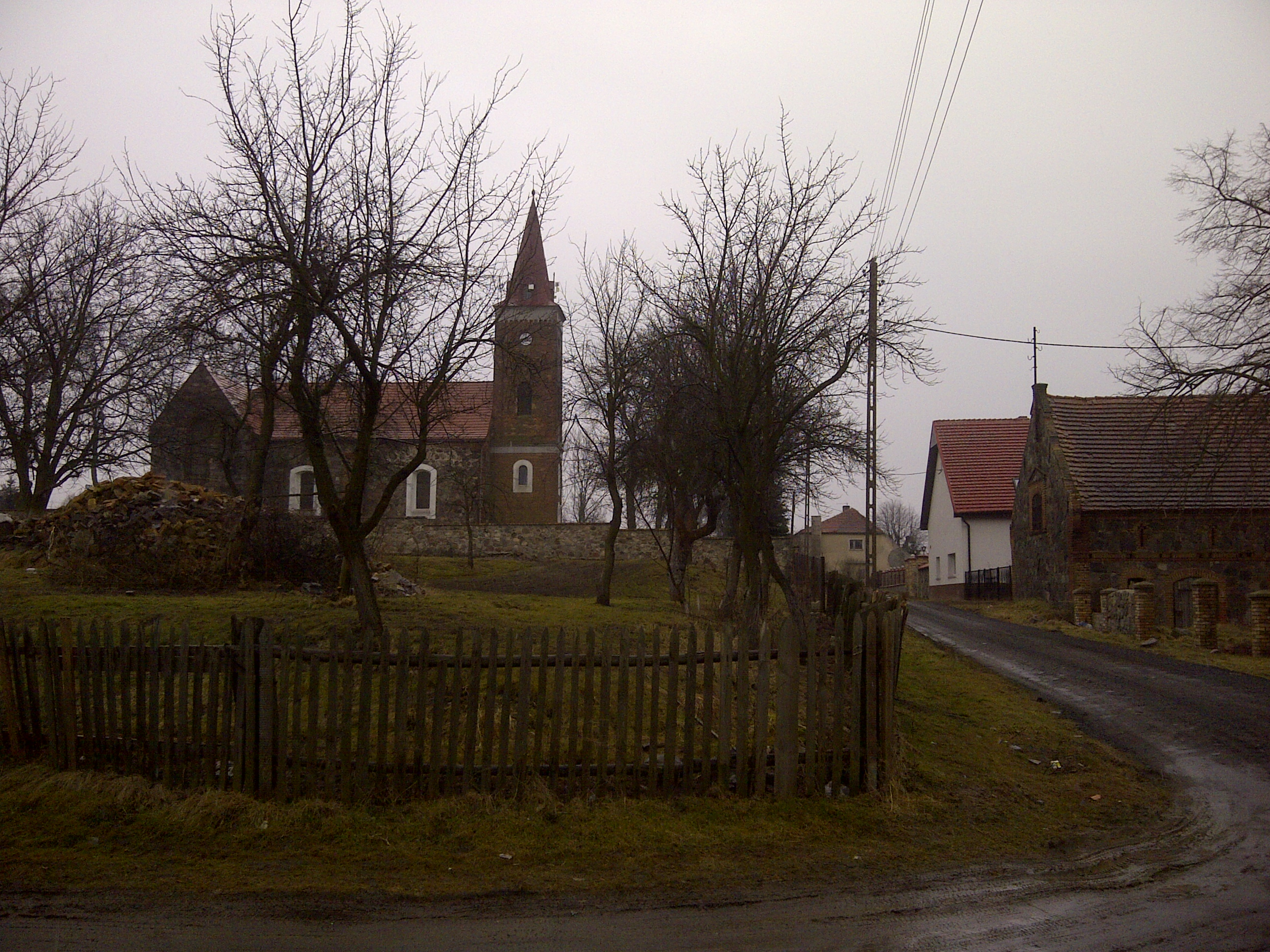
De kerk van Drzensko

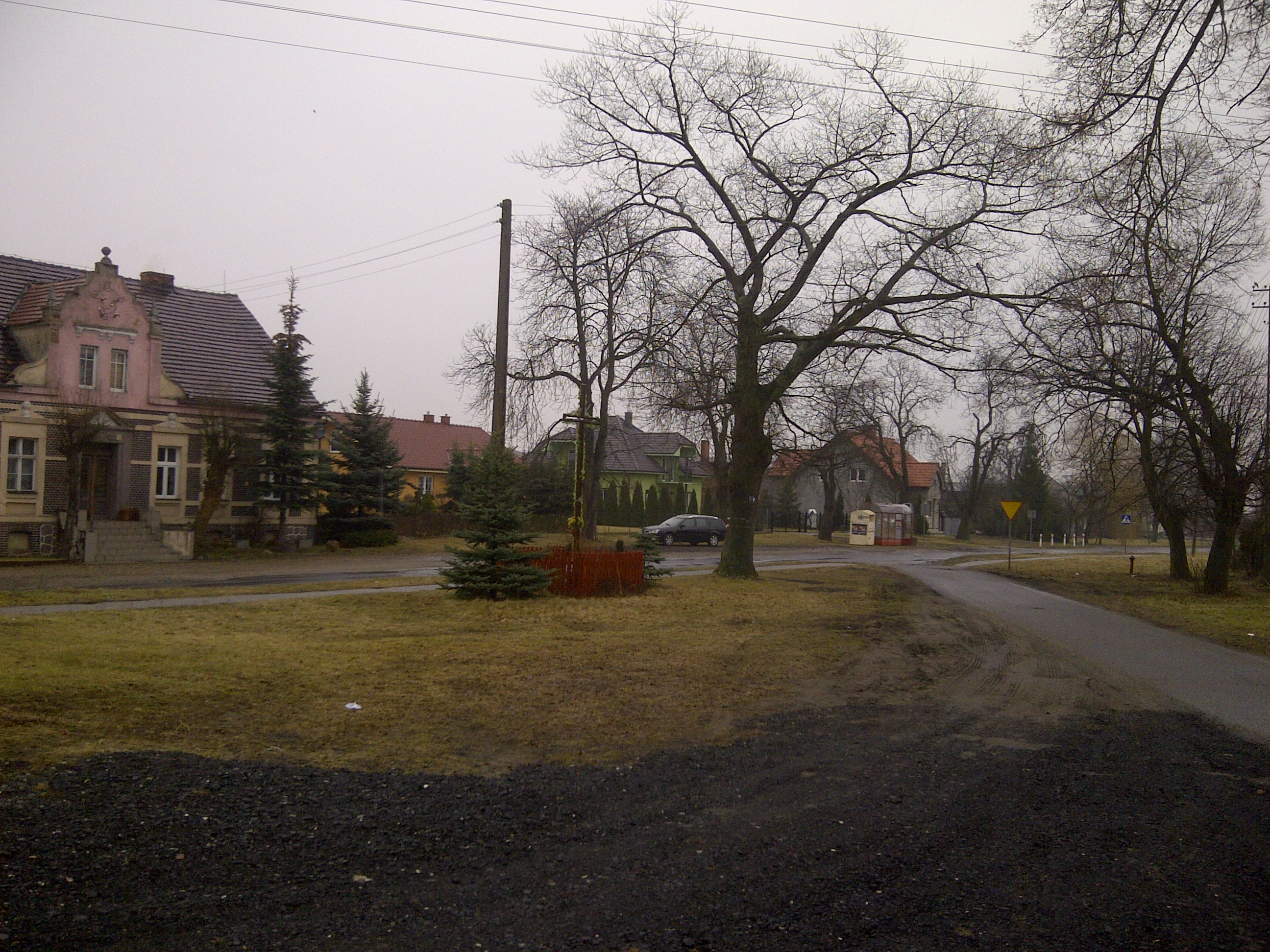
het centrale plein van Drzensko, met de bushalte

Drzeńsko (voormalig Duits Drenzig) is een dorp in de gemeente Rzepin, in het woiwodschap Lubusz, westelijk Polen De plaats ligt ca. 4 km ten noordwesten van Rzepin. Het dorp telt ca. 425 inwoners en heeft een station op de lijn Wrocław – Szczecin.

## Geschiedenis
Drenzig is van oudsher Duits. De plaats komt voor in documenten uit 1312. In 1801 telde Drenzig 254 inwoners, wat in de loop van de eeuw groeide tot 507. Tot 1828 lag het dorp in de Kreis Frankfurt an der Oder, daarna in Landkreis Weststernberg met als hoofdstad Reppen (Rzepin), alle in de Pruisische provincie Brandenburg (provincie). Met de gemeenten Neuendorf (Gajec) und Zohlow (Sułów) vormde Drenzig voor 1945 het Amtsbezirk Neuendorf.
Na 1945 werd Drenzig onder de naam Drzeńsko Pools, en hoort het nu tot de gemeente Rzepin, in het Powiat Słubicki

## Bevolking
| Jaar | Inwoners |
| ---- | -------- |
| 1801 | 254      |
| 1910 | 463      |
| 1933 | 406      |
| 1939 | 360      |
| 2006 | 439      |
| 2011 | ca. 450  |

## Kerk
De kerk van Drzeńsko stamt uit de dertiende eeuw. In de 18e eeuw werd de kerk verbouwd, en in 1985 gerenoveerd. Tot 1945 was de kerk evangelisch, nu is het rooms-katholiek, met de naam Kościół pw. Jezusa Miłosiernego (Kerk voor de barmhartige Jezus).

## Verkeer en vervoer
- Station Drzeńsko wordt enkele keren per dag bediend met een stoptrein.
- Door het dorp loopt verder regionale weg 139, van Górzyca via Kowalów en Rzepin naar Radków Wielki.

## Sport en recreatie
Drzeńsko ligt aan de Europese wandelroute E11. De E11 loopt van Scheveningen via Duitsland, Polen en de Baltische staten naar Tallinn. De route komt vanaf Sułów en gaat verder richting Lubiechnia Wielka.